# It's Christmas
It's Christmas es el primer álbum navideño de la banda australiana Planetshakers. Planetshakers Ministries International y el sello Venture3Media lanzaron el álbum el 29 de noviembre de 2019. Combinando la interpretación musical de Planetshakers de los clásicos favoritos junto con sus canciones navideñas originales, el nuevo álbum presenta a los líderes de adoración Joth Hunt, Sam Evans, Rudy Nikkerud, Chelsi Nikkerud, Steve Sowden, Natalie Ruiz, Andy Harrison, Joe Vatucicila entre otros.
El álbum también incluye todas las canciones de Christmas Vol. 1 (lanzado en diciembre de 2017) y Christmas Vol. 2 (lanzado en noviembre de 2018). Joth Hunt también produjo, escribió, coescribió y arregló todas las canciones del álbum, incluida la canción escrita por David Foster y Carole Bayer Sayer, "The Prayer (versión lírica italiana)".
Otras canciones del álbum incluyen la canción principal "Angels We Have Heard On High", que tiene letras adicionales de Joth Hunt incrustadas en una mezcla pop, la canción principal y original "It's Christmas", coescrita por la líder de adoración y pastora Sam Evans, y el nuevo "All Glory".

## Recepción de la crítica
Al premiar el álbum con cuatro estrellas en CCM Magazine, Jaime Vaughn afirma: "La canción principal 'It's Christmas' es un sonido pop festivo que te ayudará a adentrarte en el espíritu navideño con letras'¿Puedes sentirlo en el aire? / La alegría está en todas partes, es Navidad / Todo está brillando / Oh, qué noche tan gloriosa, es Navidad'. Este álbum también se mezcla en una hermosa balada de jazz de 'All Glory' para que tu corazón reflexione sobre el verdadero significado de la Navidad. Este álbum le brinda a toda la familia una canción de la que enamorarse sin importar cuál sea su género musical favorito." Al calificar el álbum con 6,9 estrellas de One Man In The Middle, Rob Allwright afirma: "Aparte de estas pistas, encontrarás un par de pistas originales de la banda en el álbum presentado anteriormente. Creo que este es un álbum que está intentando es difícil ser todo para la gente y sé que no vivimos en pequeñas cajas para nuestros gustos musicales. Hay algunas pistas geniales aquí y si no tienes ninguno de los EP anteriores, entonces vale la pena elegirlo".

## Listado de canciones

#### It's Christmas[8]
| No.             | Título                         | Escritor(es)                                                      | Líderes de adoración                       | Duración |
| --------------- | ------------------------------ | ----------------------------------------------------------------- | ------------------------------------------ | -------- |
| 1.              | "Angels We Have Heard On High" | Joth Hunt                                                         | Joth Hunt / Kemara Fuimaono                | 3:15     |
| 2.              | "Joy To The World"             | George Frederic Handel / Isaac Watts / Joth Hunt                  | Andy Harrison                              | 2:44     |
| 3.              | "It's Christmas"               | Joth Hunt / Sam Evans                                             | Joth Hunt                                  | 3:39     |
| 4.              | "The First Noel"               | Joth Hunt / Rachel Vatucicila                                     | Kemara Fuimaono / Rachel Vatucicila        | 3:15     |
| 5.              | "Silent Night"                 | Franz Xaver Gruber / John Freeman Young / Joseph Mohr / Joth Hunt | Chelsi Nikkerud / Joth Hunt                | 3:47     |
| 6.              | "All Glory"                    | Joth Hunt                                                         | Joth Hunt                                  | 5:05     |
| 7.              | "Hark"                         | Charles Wesley / Felix Mendelssohn / Joth Hunt                    | Joth Hunt                                  | 3:12     |
| 8.              | "O Holy Night"                 | Adolphe Charles Adam / John S. Dwight / Joth Hunt                 | Joth Hunt                                  | 5:56     |
| 9.              | "The Prayer"                   | David Foster / Carole Bayer Sager / Alberto Testa / Tony Renis    | Natalie Ruiz / Steve Sowden                | 4:03     |
| 10.             | "Light Of The World"           | Joth Hunt                                                         | Rudy Nikkerud / Joe Vatucicila             | 3:17     |
| 11.             | "O Come All Ye Faithful"       | Joth Hunt / C. Frederick Oakeley / John Francis Wade              | Chelsi Nikkerud / Natalie Ruiz / Joth Hunt | 3:43     |
| Duración Total: | Duración Total:                | Duración Total:                                                   | Duración Total:                            | 42:00    |

## Personal
Adaptado de AllMusic.
- Planetshakers - Artista principal
- Joth Hunt - Arreglista, cantante, compositor, guitarras, teclados, mezcla, productor, programación, voz
- Samantha Evans - Líder de adoración, voz, productora ejecutiva
- Rudy Nikkerud - Voz
- Chelsi Nikkerud - Voz
- Steve Sowden - Voz
- Natalie Ruiz - Voz
- Joe Vatucicila - Voz
- Rachel Vatucicila - Voz
- Kemara Fuimaono - Voz
- Andy Harrison - Voz, batería
- Josh Ham - Bajo
- Joe Carra - Masterización
- Joshua Brown - A&R, desarrollo artístico
- Daryl Chia - Arte
- Rachel McCarthy - Obra de arte
- John F.Wade - Arreglista, compositor
- Russell Evans - Líder de adoración, productor ejecutivo
- Steve Nicolle - Productor ejecutivo